# 沖縄県立博物館・美術館
沖縄県立博物館・美術館（おきなわけんりつはくぶつかん・びじゅつかん）は、沖縄県那覇市おもろまちにある県立文化施設。愛称は「OkiMu（おきみゅー）」。

## 概要
博物館機能と美術館機能をあわせ持つ県内初の複合文化施設として開館した。博物館施設としては、那覇市首里にあった前身の沖縄県立博物館に比べて2倍の広さを持ち、美術館施設は県立としては戦前戦後通して初めての設置である。
同館の館長は博物館長と美術館長を兼任しており、博物館長、美術館長にあたる役職として副館長が2人置かれている。博物館法において、1つの施設に1人の館長を置くことが定められているため、館長を1人しか置いていないことから博物館と美術館は別々の施設という扱いではなく、1つの施設としての扱いを受けることになった。そのため、「沖縄県立博物館・美術館」という施設のみが存在し、その中に博物館部門と美術館部門が置かれているという状況になっており、「沖縄県立博物館」や「沖縄県立美術館」という別個の機関が同居しているというわけではない。

### 愛称・マスコットキャラクター
博物館・美術館は、開館10周年となる2017年に、県民や観光客により親しみやすい施設を目指して館の愛称とマスコットキャラクターの案を一般公募した。両者とも全国から応募が寄せられ、同年11月1日にそれぞれ「OkiMu（おきみゅー）」と「おきみゅーちゃん」に決定された。
256件の応募から選ばれた愛称「OkiMu（おきみゅー）」は那覇市の会社員による案で、「おきなわ（Okinawa）のミュージアム（Museum）」を略し、「ミュー」の響きに可愛らしさと親しみやすさを表したものという。
862件の案から選ばれたマスコットキャラクター「おきみゅーちゃん」は那覇市在住のイラストレーターによるもので、同館建物の特徴的な外観をモチーフにしている。「おきみゅーちゃん」の設定は以下の通り。
- 誕生日 - 11月1日
- 年齢・性別 - 不詳
- 性格 - 好奇心旺盛、遊び好き
- 口ぐせ - 「…みゅ～♪」
- 好きな食べ物 - 沖縄そば、にんじんしりしりー、豆腐ちゃんぷるー、ちんすこう
- 好きなこと - チュンジー（アマチュア大会準優勝）、埋蔵文化財の発掘調査、美術館めぐり、結婚式の余興の踊りの練習

## 沿革

### 博物館新館と美術館建設の構想
1966年に竣工した首里の沖縄県立博物館は、1990年代初頭には施設の老朽化が進んでいた、そのため新館への移転計画が出され、1991年には沖縄県立博物館基本構想が策定、1994年には沖縄県立博物館新館建設基本計画が作成された。なお、1991年の時点で、那覇新都心への建設計画が一部浮上していた。
沖縄における公立美術館の建設運動は1960年代にさかのぼる。1961年に首里に移転した与儀の農業試験場跡地（現在の与儀公園）に文化センターを建設し、その中に美術館を建設する計画が立てられた。実際に設置準備委員会のメンバーであった画家により建設の設計図まで用意されたようだが、実際には建設は行われず、具体的な建設計画が検討されたのは1993年からである。美術館建設の基本構想の策定に当たり、美術家、建築家、県民からの意見が出され、それらを元に県立の美術館についてのシンポジウムが開催された。その結果、1995年に名称を「沖縄県立現代美術館」とする県立美術館の基本構想検討報告書が作成され、さらに沖縄が独自の文化を持っているということから、「県立」であるが「国立」と同等の意味を持つ美術館として、他の都道府県立美術館とは異なる位置にあることが望まれた。
その後1996年に博物館新館と美術館を併設する形で基本設計が行われ、1999年に着工し、2000年に開館という目標を目指したが、総事業費が395億円という試算が発表され、バブル崩壊後当時の県が財政難であったことから、建設は困難であるということでこの計画は凍結された。
その後、長らく凍結された建設計画は、2002年に経費削減のため事業費を225億円に圧縮するという計画のもとで、本土復帰30周年記念事業として再開されることが決定した。そして、2003年度に建物と博物館展示の実施設計を行い、2004年度から2006年度にかけて建設工事を行い、2007年度に開館する計画を立てた。建物の建設計画自体は順調に進み、実際の開館も予定通り2007年に行われたが、管理運営に関する問題は長らく置き去りにされ、2006年以降に問題となった（後述）。

### 美術館問題
2006年5月以降、十分な議論がないまま美術館運営に関するさまざまな重要事項が決定し、問題となった。
名称に関しては、1995年の基本構想においては「沖縄県立現代美術館」という名称であった。しかし、2006年5月には突如「現代」を省き、さらに博物館との併記である「沖縄県立博物館・美術館」とする案が浮上し、以後この名称で計画が進行することとなった。これに対し、一方的な変更に対する批判が起き、一部団体から公開質問状が提出された。県はこのことに対し、1つの美術館しかない沖縄においては「現代」という名称を付けることにより、他にも県立美術館があるかのような印象を与え、さらに博物館と美術館の両方を県民に分かりやすいように命名する必要から「沖縄県立博物館・美術館」としたと述べている。
さらに同時に、館長は博物館長、美術館長兼任する1人を置く管理運営方針が検討された。博物館や美術館などに関する法律には博物館法があるが、その中において1つの施設に1人の館長を置くとなっており、館長を1人しか置かないことから博物館と美術館は別々の施設という扱いではなく、1つの施設としての扱いとなることになった。なお、博物館、美術館の専門家をそれぞれ副館長として2人置くこととしたが、専門館長でない場合、他の美術館などから展示品を借用する場合、信用が得られない場合が多くなる可能性が指摘された。
その後、指定管理者制度の導入も検討された。沖縄においては初の県立の美術館となることから他県における美術館運営の財団が存在しないため、指定管理者制度が導入された場合は必然的に民間の企業が指定管理者となる。そのため、採算性を重要視した運営が行われ、企画展の中止や、観光客向けの企画展の開催など県民向けの企画展の開催が行われなくなるなどの問題点が指摘された。
しかし、同年12月の条例決定の県議会において、野党は「県立現代美術館」として独立させる修正案を出したが否決され、与党の博物館・美術館を複合施設とする案が成立し、県立博物館・美術館の設置及び管理に関する条例として可決された。これにより、博物館・美術館を複合施設として設置することや、指定管理者が企画展を実施できることや入場料の基準などが決定された。なお、この条例の可決により、県立美術館としての独立した施設としての開館は無くなり、1995年に策定された「沖縄県立現代美術館」としての基本計画は事実上消滅した。

### 博物館新館・美術館開館
2004年に起工式が行われた県立博物館・美術館は、前述の通りさまざまな問題を抱えたが、2003年に計画された通り2007年11月に開館した。博物館機能に関しては、2006年3月をもって沖縄県立博物館は休館となり、展示品等を新館へと移動し、翌2007年3月をもって閉館した。

### 略年表
- 2004年10月 - 那覇市おもろまちにて起工式。
- 2006年11月 - 博物館・美術館施設竣工。
- 2006年12月27日 -  「沖縄県立博物館・美術館の設置及び管理に関する条例」制定により、名称を「沖縄県立博物館・美術館」に決定。
- 2007年3月29日 - 博物館事務所を沖縄県立博物館から当館へ移転。
- 2007年6月 - 沖縄県立博物館より収蔵品の移転を開始。
- 2007年8月 - 常設展示の展示工事竣工。
- 2007年11月1日 - 開館。初代館長に牧野浩隆（元沖縄県副知事・元琉球銀行常任監査役）就任。
- 2008年10月10日 - 入場者数50万人を達成。
- 2011年4月1日 - 館長に白保台一（元公明党衆議院議員）が就任。
- 2013年5月1日 - 前館長が2月に死去したことにより空席だった館長に安里進（元沖縄県立芸術大学教授）が就任[5]。
- 2016年4月1日 - 館長に田名真之（元沖縄国際大学総合文化学部教授）が就任。
- 2017年11月1日 - 一般公募を経て、館愛称が「OkiMu（おきみゅー）」に、マスコットキャラクターが「おきみゅーちゃん」に決定した[3]。

## 施設概要
- 構造 - 鉄筋コンクリート造、一部鉄骨造
- 階数 - 地上4階、地下1階、塔屋1階
- 高さ - 最高 21.80m
- 敷地面積 - 31,287.44m2
- 建築面積 - 13,452.20m2
- 延床面積 - 23,721.79m2

博物館、美術館共用施設
- 延床面積 - 5,707.78m2
- エントランスホール - 756.45m2
- 情報センター - 217.11m2
- 講堂 - 349.51m2
- ミュージアムショップ - 129.9m2
- 喫茶室 - 108.41m2
- 事務室 - 会議室等：309.33m2
- その他 - 3,837.07m2

博物館施設
- 延床面積 - 10,478.31m2
- 常設展示室 - 2,596.31m2
- 企画・特別展示室 - 809.09m2
- ふれあい体験室 - 110.29m2
- 講座室 - 191.40m2
- 収蔵庫 - 2,975.31m2
- その他 - 3,795.91m2

美術館施設
- 延床面積 - 7535.70m2
- 常設展示室 - 871.94m2
- 企画展示室 - 884.80m2
- 県民ギャラリー - 388.14m2
- 県民・子供アトリエ - 162.63m2
- 講座室 - 109.56m2
- 収蔵庫 - 1,229.63m2
- その他 - 3,889.00m2

## 企画展
博物館
- 博物館新館開館記念展「人類の旅－港川人のきた道－」：2007年11月1日～2008年1月20日
- 「新収蔵品展」：2008年2月13日～2008年4月20日
- 「国宝から見る琉球王国の歴史と文化」：2008年2月18日～2008年3月10日
- 「大嶺薫コレクション展」：2008年2月27日～4月20日
- 「人体の不思議展　からだ＝未知なる小宇宙」：2009年3月20日～2009年5月17日
- 南城市のサキタリ洞遺跡で見つかった約2万3千年前の世界最古の釣り針が展示される。:2016年11月15日～

美術館
- 美術館開館記念展「沖縄文化の軌跡1872-2007」：2007年11月1日～2008年2月24日
- 「世界の現代アーティスト50人展－ガルシア・ロルカを顕彰して－」：2008年3月15日～2008年5月11日
- 「情熱と戦争の狭間で～無言館と沖縄の画家たち～」：2008年5月17日～2008年6月29日
- 「哀愁と血の造形－嘉手川繁夫の世界－」展：2008年7月15日～2008年8月31日
- 「しまくとぅば　未来へつなぐアート展」：2008年9月9日～2008年10月5日
- 「『南』から『南』へ　美術家たちの『南洋群島』展」：2008年11月7日～2009年1月18日
- 美術館開館一周年記念展覧会「移動と表現－変容する身体・言語・文化－」：2009年1月31日～2009年3月29日
- 「アトミックサンシャインの中へin沖縄－日本国平和憲法第九条下における戦後美術」：2009年4月11日～2009年5月17日

## 問題
美術館問題
作品非展示問題
2009年4月11日から開催された憲法9条に関する美術館企画展において昭和天皇の写真を用いた作品が展示されないという問題が発生した。展示されなかったのは14作品で、沖縄県教育委員会や主催者側からなどから「教育的観点から展示に関して配慮してほしい」と要請され、協議行った結果同年2月末にこれらの作品の展示を取りやめることに決定した。これに対し、作品を制作した作家からは「表現の自由を否定するもの」と批判された。
なお、これらの作品は1986年に富山県立近代美術館で展示され、富山県議会議員や右翼から批判を受けた美術館が作品を非展示にし、後に売却、図録470冊を焼却処分した経緯があった。

## アクセス
モノレール
- 沖縄都市モノレール線おもろまち駅下車、徒歩10分。

路線バス
- 県立博物館前バス停下車、徒歩1分。

## ギャラリー

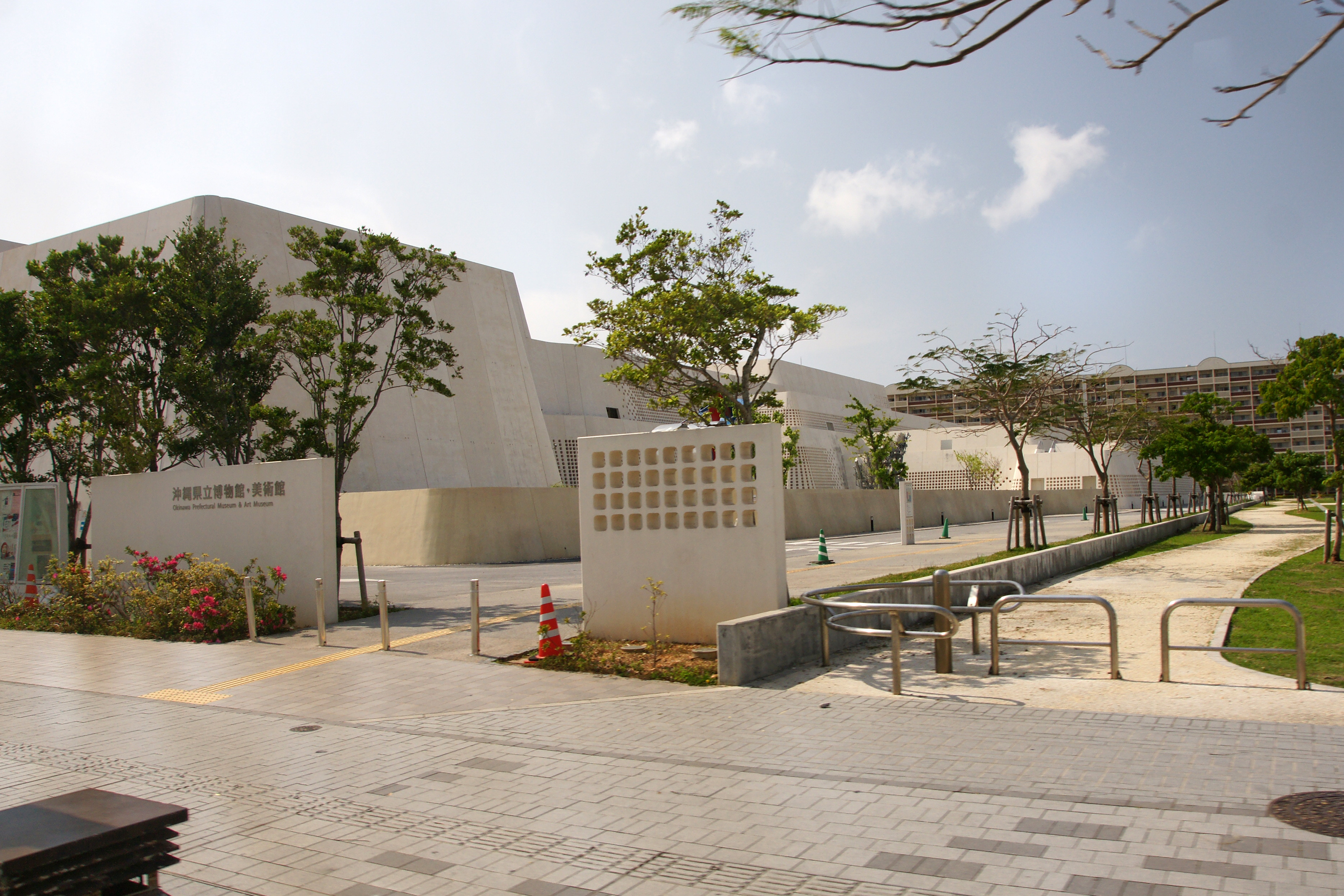
正門
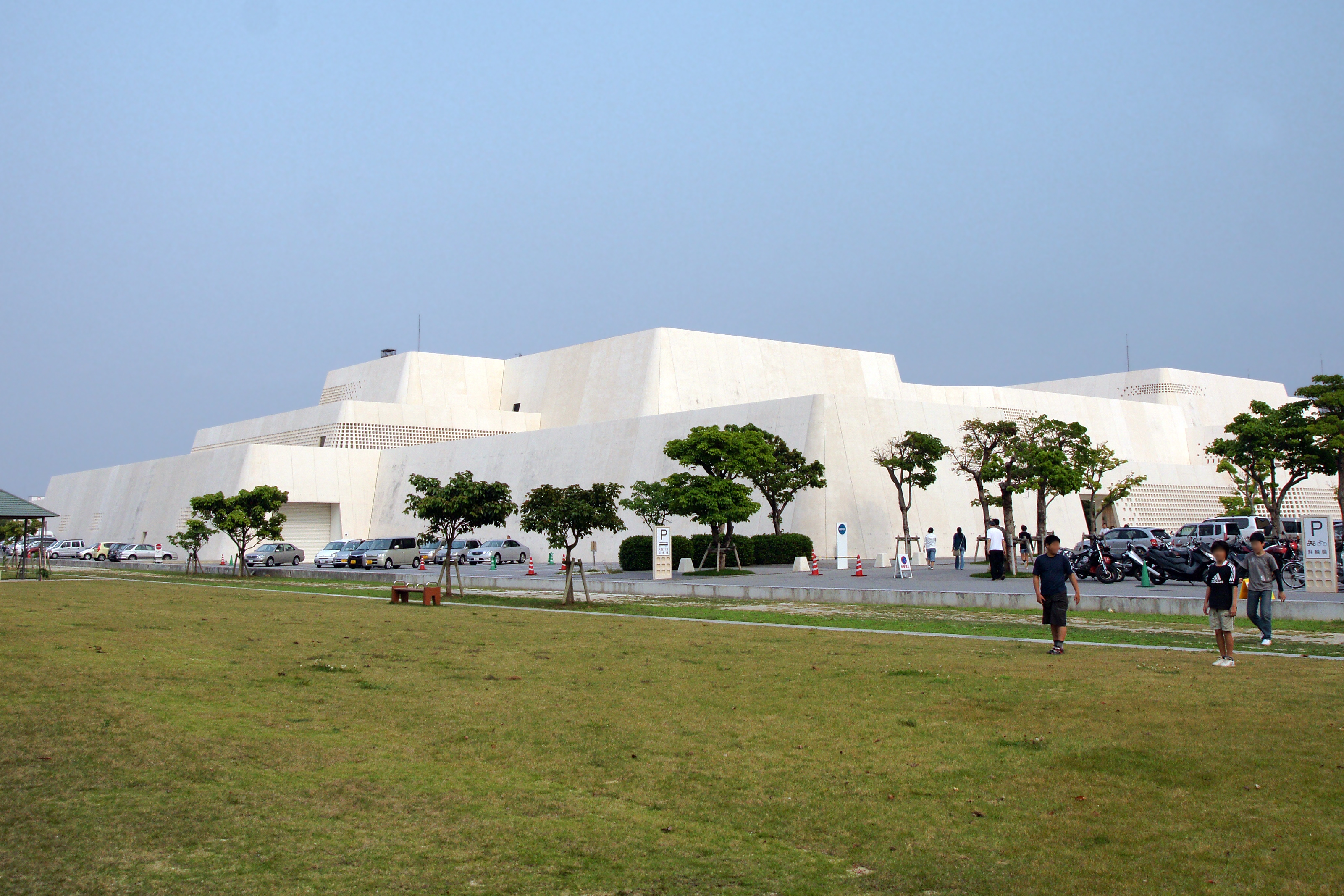
遠景
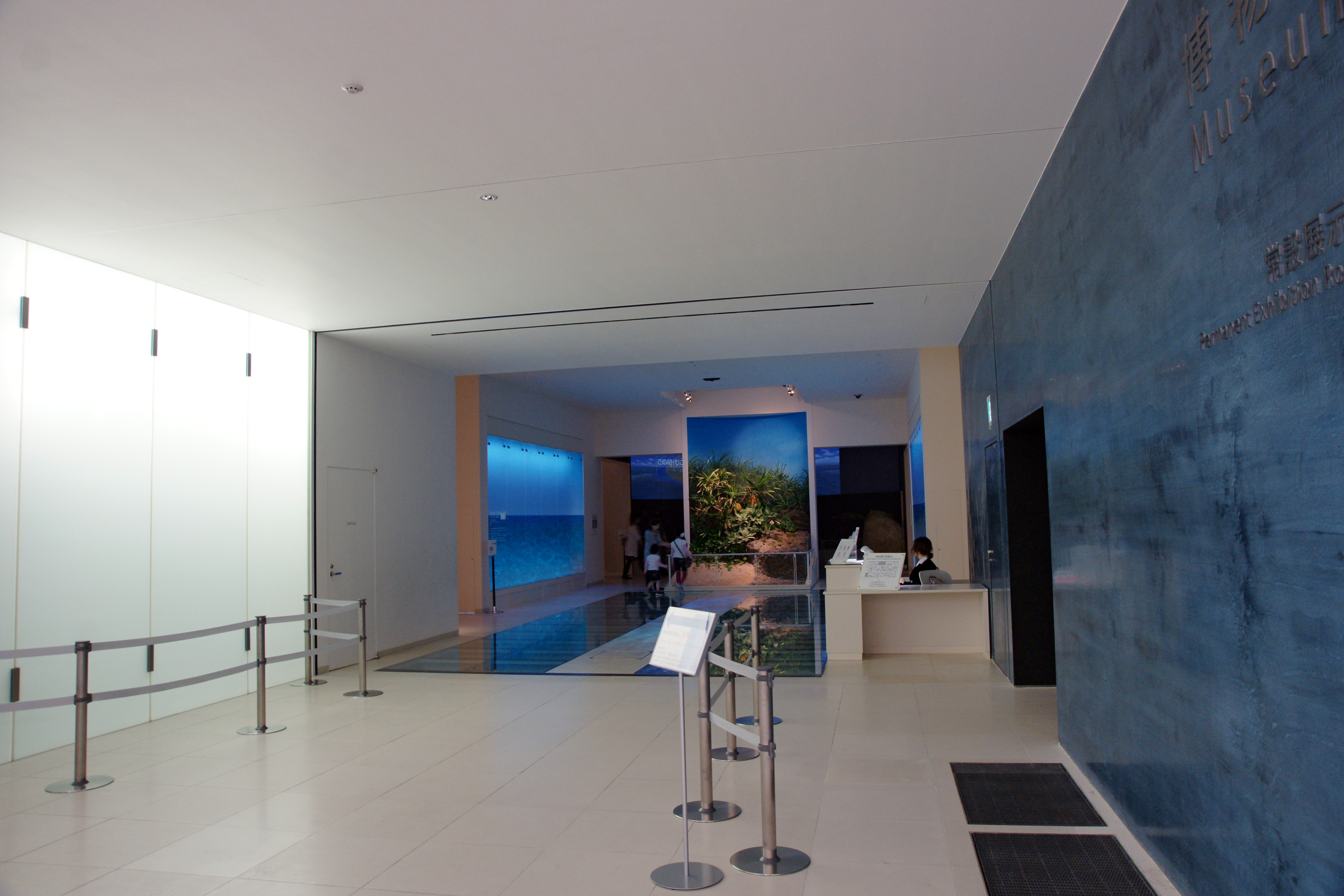
博物館入口
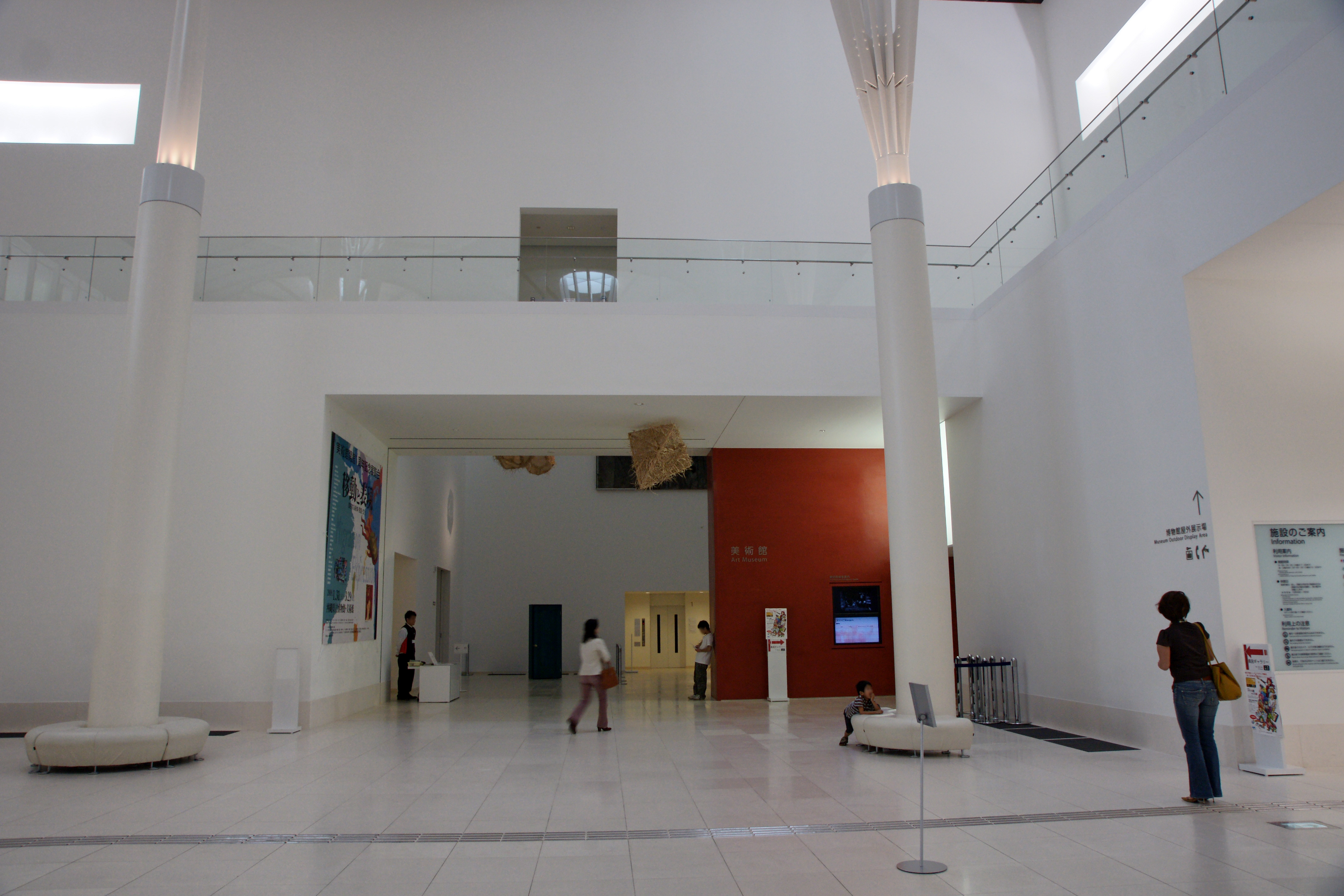
美術館入口
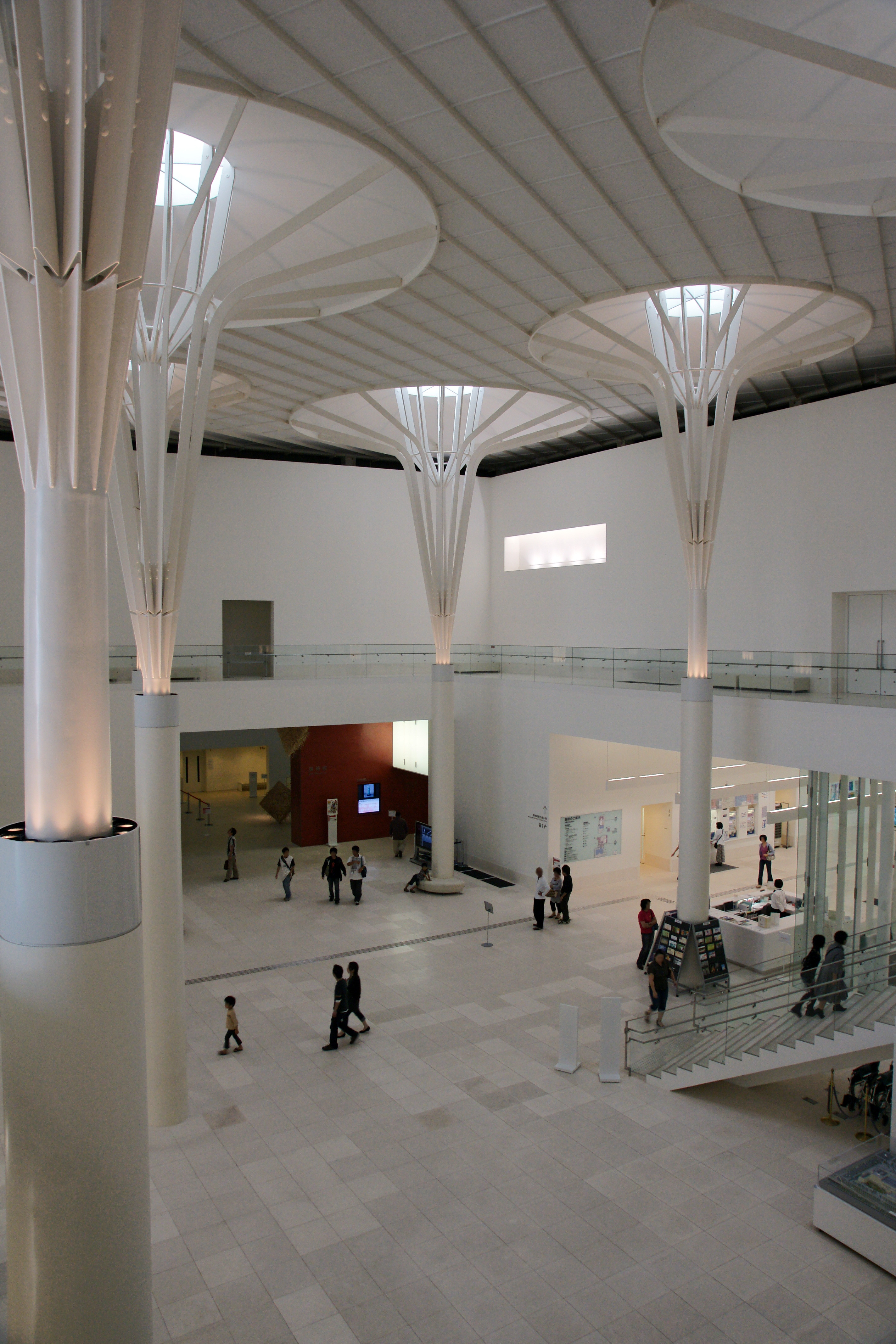
ロビー
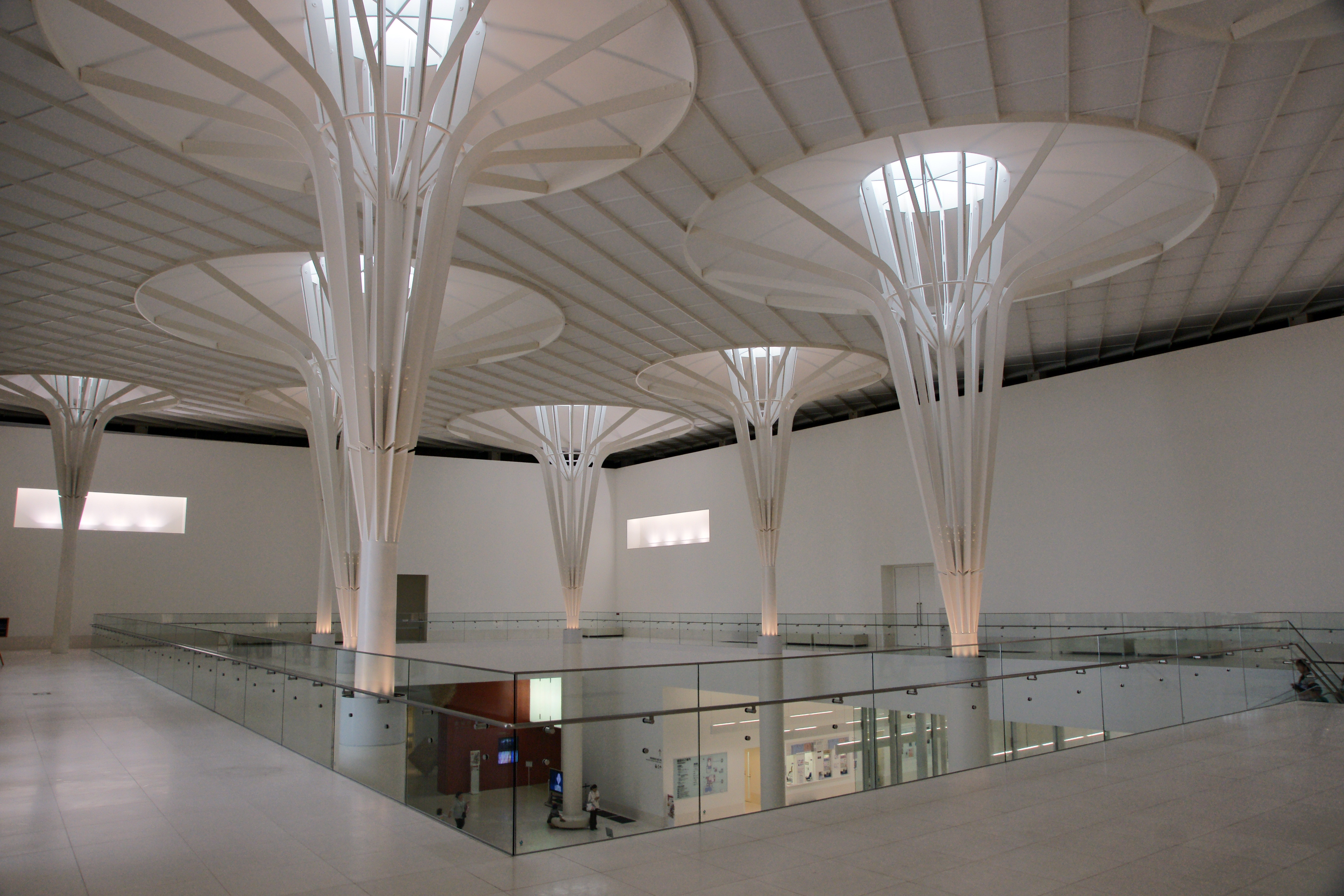
2階吹き抜け
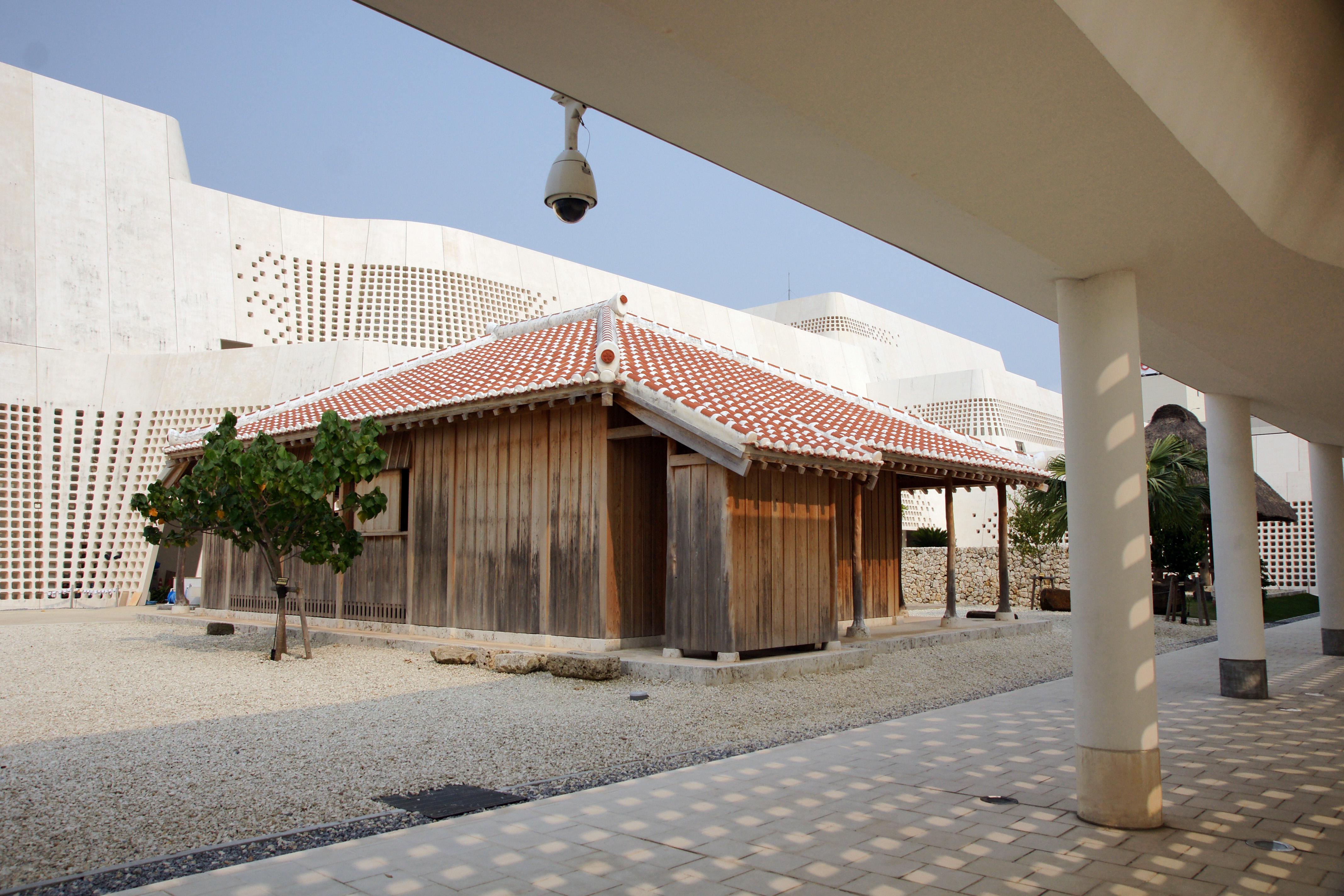
民家
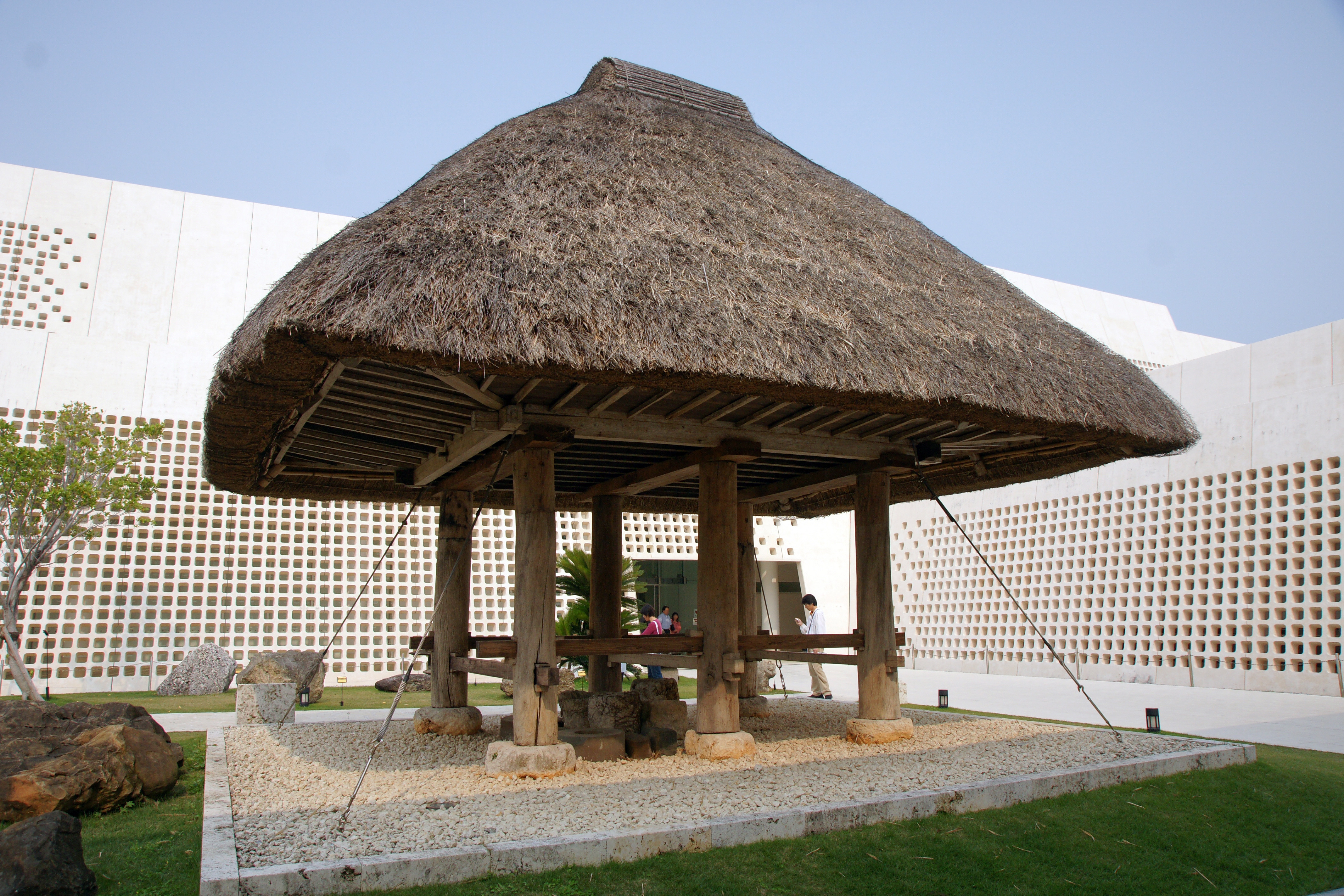
高倉
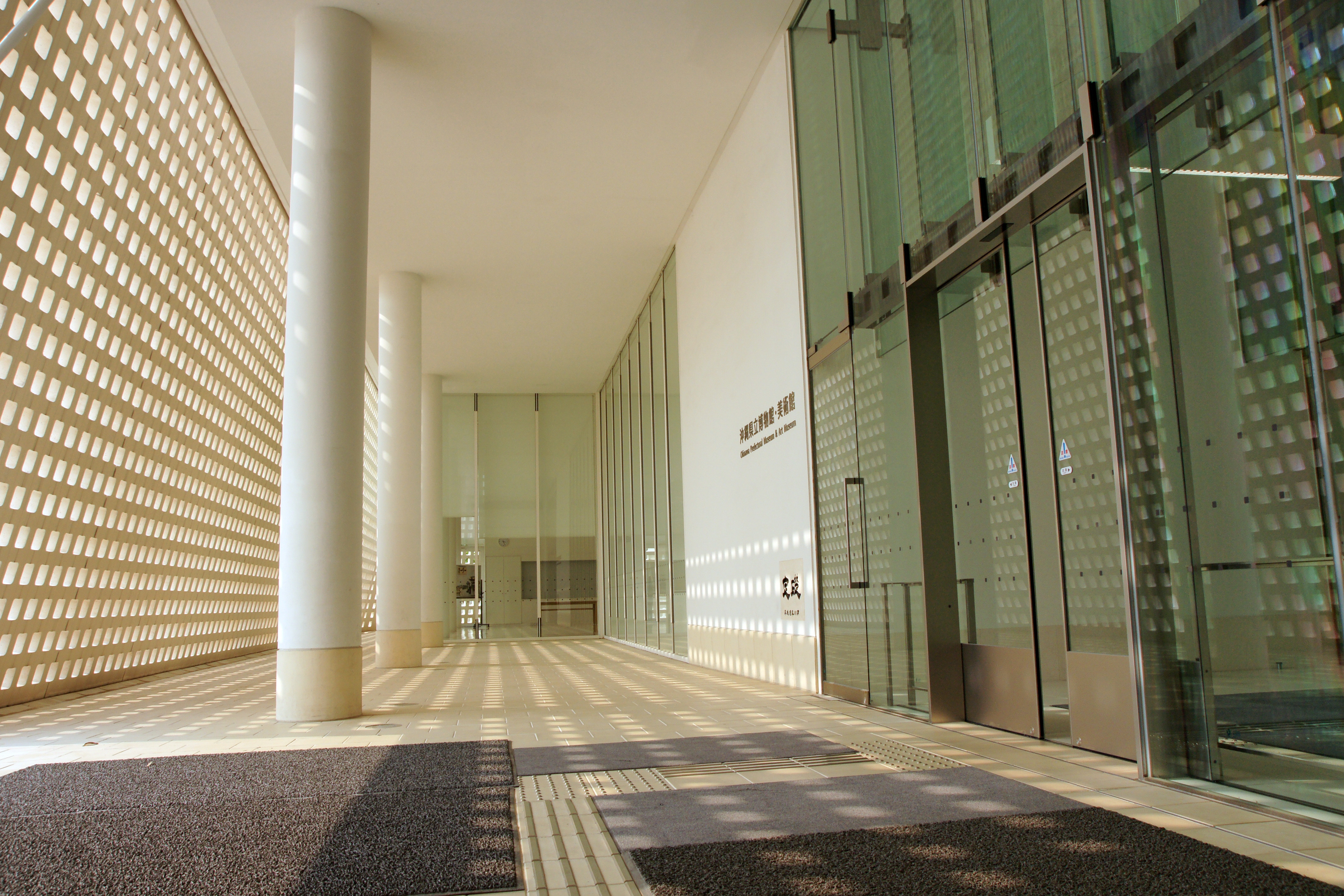
メインエントランス
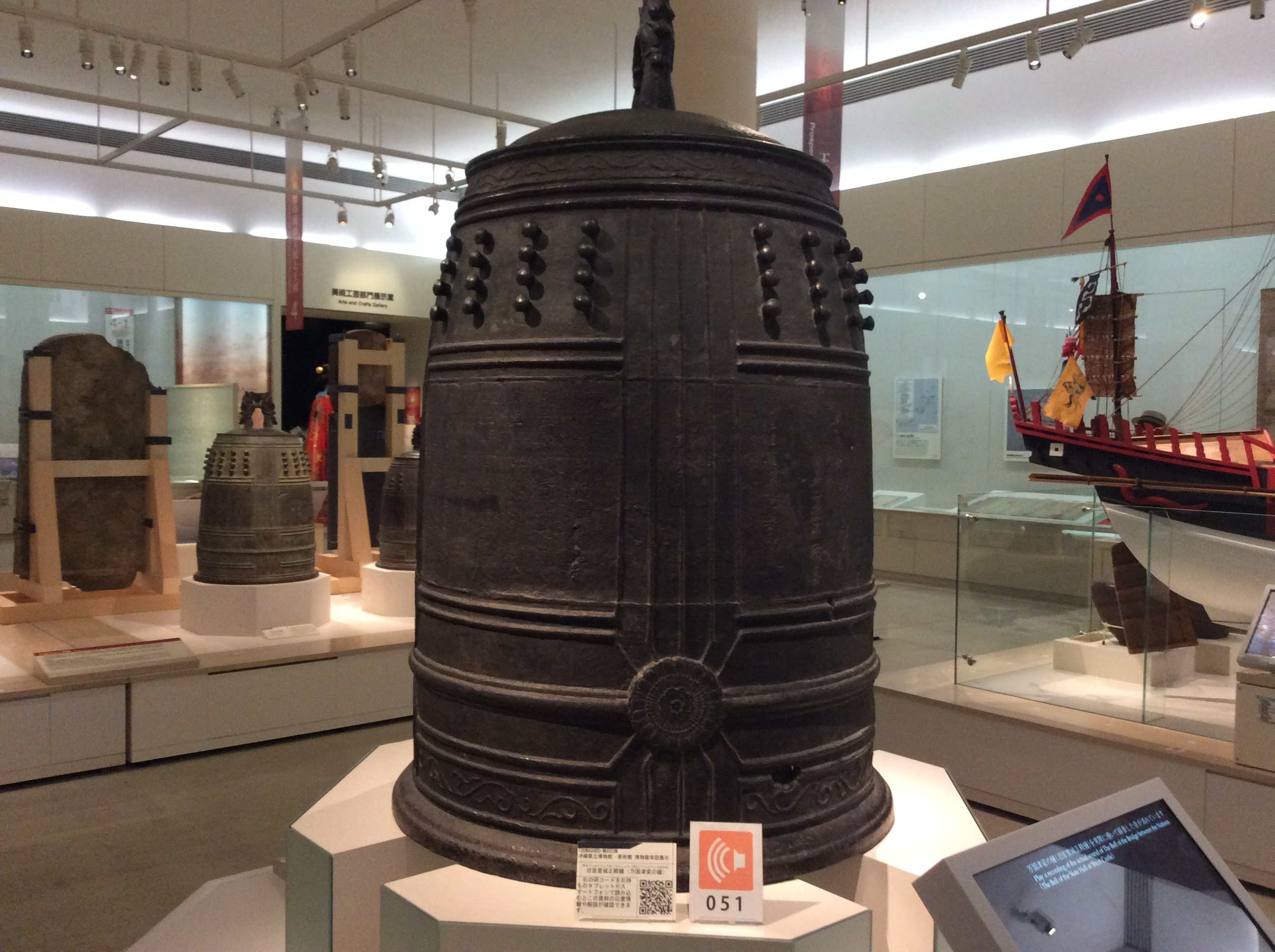
旧首里城正殿鐘（万国津梁の鐘）重要文化財
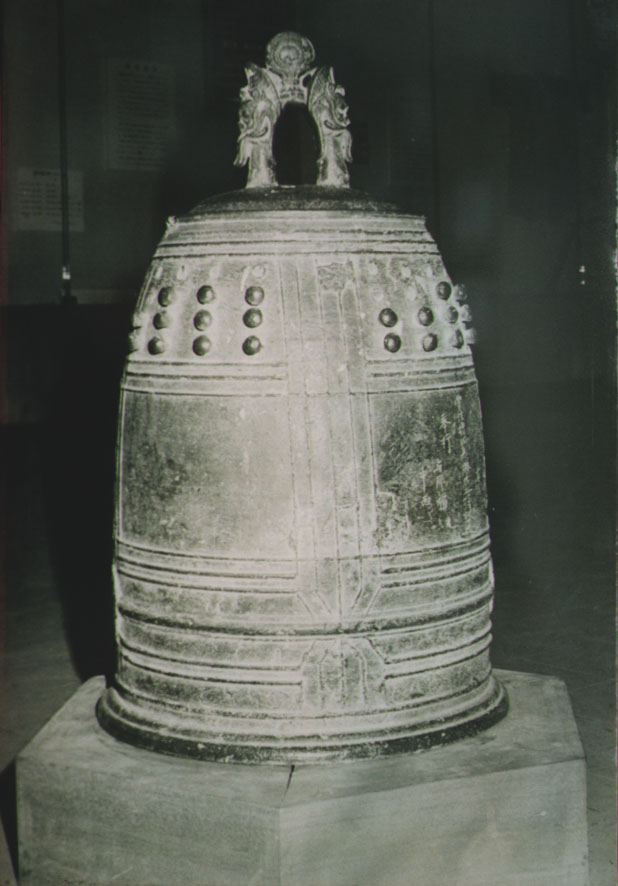
梵鐘（旧霊応寺鐘）県指定文化財